# Network Termination for Primary rate Multiplex access
Network Termination for Primary rate Multiplex access (NTPM) ist der beim Teilnehmer installierte Netzabschluss im ISDN für Primärmultiplexanschlüsse. Er ist nicht zu verwechseln mit dem NTBA, dem Netzabschluss beim Basisanschluss.

## Teilnehmerseite
Auf der Teilnehmerseite stellt der NTPM eine vierpolige S2M-Schnittstelle zur Verfügung; für jede Kommunikationsrichtung eine Doppelader. Alternativ können dies in besonderen Fällen auch zwei Koaxialkabel oder Glasfasern sein.

## Netzbetreiberseite

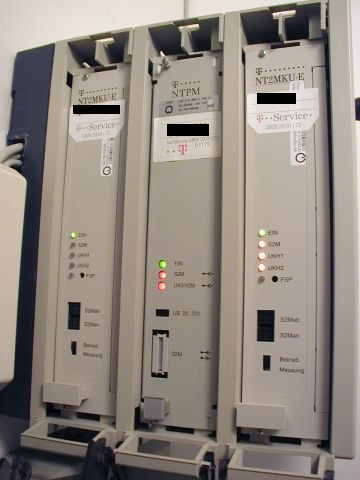
Drei NTPM für U_{K2}-Schnittstelle

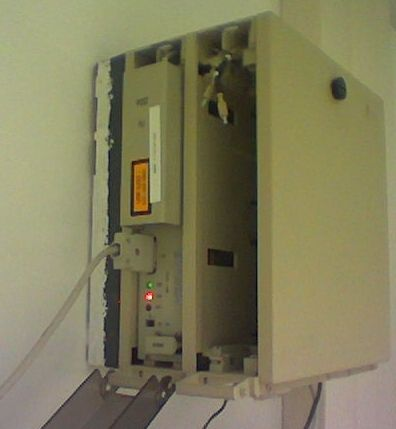
NTPM für U_{G2}-Schnittstelle

Netzbetreiberseitig werden zum Anschluss des NTPM verschiedene Schnittstellen eingesetzt:

### UK2-Schnittstelle
- Leitung: Zwei Kupfer-Doppeladern
- Leitungscode: HDB3-Code
- Reichweitenbereich: 1,8 km bis 3,5 km

Die UK2-Schnittstelle ist die in Deutschland am häufigsten für Primärmultiplexanschlüsse eingesetzte Übertragungstechnik.

### UG2-Schnittstelle
- Leitung: Glasfaser
- Leitungscode: zum Beispiel 1T2B
- Reichweitenbereich: bis etwa 30 km

### HDSL-Schnittstelle
- Leitung: Eine oder zwei Kupfer-Doppeladern
- Leitungscode: 2B1Q
- Reichweitenbereich: 4,5 km bis 8 km

Im Zwei-Doppelader-Betrieb ist die Reichweite höher als im Ein-Doppelader-Betrieb.

### SHDSL-Schnittstelle
- Leitung: Eine Kupfer-Doppelader
- Leitungscode: TC-PAM-16 (Trellis-Coded Pulsamplitudenmodulation mit 16 Symbolen)
- Reichweitenbereich: ca. 2 km (mit Zwischenregeneratoren: ca. 6 km)

Ein Zwei-Doppelader-Betrieb ist lt. Spezifikation möglich.

## Reichweite
Die Reichweite ist generell bei jeder Übertragungstechnik von Ausführung und Qualität der genutzten Kabelstrecke abhängig. Bei Bedarf kann die Reichweite durch Einsatz von Zwischenregeneratoren (auch Repeater genannt) erhöht werden, so dass auch von der Vermittlungsstelle weit entfernte Kunden mit Primärmultiplexanschlüssen versorgt werden können. In Deutschland beträgt die maximale Entfernung zwischen Vermittlungsstelle und Teilnehmer 8 km.